# Leichtathletik-U23-Südamerikameisterschaften 2022
Die 10. Leichtathletik-U23-Südamerikameisterschaften fanden vom 29. September bis zum 1. Oktober im brasilianischen Cascavel statt, womit Brasilien zum zweiten Mal nach 2012 Austragungsort der U23-Südamerikameisterschaften war.

## Ergebnisse

### Männer

#### 100 m
| Platz | Athlet                   | Land | Zeit (s) |
| ----- | ------------------------ | ---- | -------- |
| 1     | Erik Cardoso             | BRA  | 10,08 CR |
| 2     | Franco Florio            | ARG  | 10,11 NR |
| 3     | Ronal Longa              | COL  | 10,30 PB |
| 4     | Lucas Rodrigues da Silva | BRA  | 10,31    |
| 5     | Carlos Flórez            | COL  | 10,52    |
| 6     | Luís Angulo              | PER  | 10,56 PB |
| 7     | Juan Pedro Álvarez       | URU  | 10,59 PB |
| 8     | Anderson Marquinez       | ECU  | 10,69    |

Datum: 29. Oktober
Wind: +0,5 m/s

#### 200 m
| Platz | Athlet                   | Land | Zeit (s) |
| ----- | ------------------------ | ---- | -------- |
| 1     | Renan Gallina            | BRA  | 20,15 CR |
| 2     | Lucas Rodrigues da Silva | BRA  | 20,42    |
| 3     | Anderson Marquinez       | ECU  | 20,88    |
| 4     | Juan Ciampitti           | ARG  | 20,91    |
| 5     | Óscar Baltán             | COL  | 21,08    |
| 6     | Steeven Salas            | ECU  | 21,31    |
| 7     | Juan Pedro Álvarez       | URU  | 21,39 PB |
| 8     | Neiker Abello            | COL  | 21,72    |

Datum: 1. Oktober
Wind: +1,1 m/s

#### 400 m
| Platz | Athlet                  | Land | Zeit (s) |
| ----- | ----------------------- | ---- | -------- |
| 1     | Elián Larregina         | ARG  | 45,53 NR |
| 2     | Douglas Mendes          | BRA  | 46,59    |
| 3     | Lucas Vilar             | BRA  | 46,77    |
| 4     | Matías Falchetti        | ARG  | 47,03 PB |
| 5     | Lenin Sánchez           | ECU  | 47,68    |
| 6     | Alan Minda              | ECU  | 48,00    |
| 7     | Marcos Antonio González | PAR  | 48,83    |
| 8     | Jhumiler Sánchez        | PAR  | 49,19    |

Datum: 30. September

#### 800 m
| Platz | Athlet           | Land | Zeit (min) |
| ----- | ---------------- | ---- | ---------- |
| 1     | Eduardo Ribeiro  | BRA  | 1:48,15    |
| 2     | Leonardo Santos  | BRA  | 1:48,71    |
| 3     | Marco Vilca      | PER  | 1:49,69    |
| 4     | Pedro Emmert     | ARG  | 1:50,13    |
| 5     | Fernando Arévalo | CHI  | 1:52,86    |
| 6     | Daniel Taramuel  | ECU  | 1:53,30    |
| 7     | José Chourio     | VEN  | 1:54,79    |
| 8     | Omar Sotomayor   | BOL  | 1:55,43    |

Datum: 29. September

#### 1500 m
| Platz | Athlet          | Land | Zeit (min) |
| ----- | --------------- | ---- | ---------- |
| 1     | Sebastián López | VEN  | 3:44,56 PB |
| 2     | Joaquín Campos  | CHI  | 3:45,80    |
| 3     | Jânio Gonçalves | BRA  | 3:46,57    |
| 4     | Leandro Pérez   | ARG  | 3:46,60 PB |
| 5     | Eduardo Ribeiro | BRA  | 3:47,38    |
| 6     | Lucas Jiménez   | ECU  | 3:50,80    |
| 7     | Daniel Taramuel | ECU  | 3:51,51    |
| 8     | Gabriel Guzman  | VEN  | 3:52,83    |

Datum: 1. Oktober

#### 5000 m
| Platz | Athlet         | Land | Zeit (min) |
| ----- | -------------- | ---- | ---------- |
| 1     | David Ninavia  | BOL  | 14:39,31   |
| 2     | Valentín Soca  | URU  | 14:41,06   |
| 3     | Julio Palomino | PER  | 14:42,83   |
| 4     | Frank Lujan    | PER  | 14:53,71   |
| 5     | Lucas Jiménez  | ECU  | 15:01,17   |
| 6     | Gabriel Guzman | VEN  | 15:02,09   |
| 7     | Peteson Santos | BRA  | 15:09,18   |
| 8     | Dennis Jara    | CHI  | 15:56,33   |

Datum: 29. September

#### 10.000 m
| Platz | Athlet            | Land | Zeit (min)  |
| ----- | ----------------- | ---- | ----------- |
| 1     | David Ninavia     | BOL  | 30:05,08 PB |
| 2     | Frank Lujan       | PER  | 30:34,54    |
| 3     | Valentín Soca     | URU  | 30:44,32    |
| 4     | Julio Chacon      | PER  | 30:49,53    |
| 5     | Peteson Santos    | BRA  | 30:57,49    |
| 6     | Vitor de Oliveira | BRA  | 32:46,18    |
| 7     | Rodrigo Roberts   | ARG  | 33:09,10    |

Datum: 1. Oktober

#### 20.000 m Gehen
| Platz | Athlet                 | Land | Zeit (h)  |
| ----- | ---------------------- | ---- | --------- |
| 1     | Paulo Henrique Ribeiro | BRA  | 1:29:53,0 |
| 2     | Sebastián Giuliani     | ARG  | 1:37:11,0 |
| 3     | Heron Miranda          | BRA  | 1:45:38,0 |
|       | Oscar Patín            | ECU  | DSQ       |

Datum: 30. September

#### 110 m Hürden
| Platz | Athlet            | Land | Zeit (s)    |
| ----- | ----------------- | ---- | ----------- |
| 1     | Adrian Vieira     | BRA  | 13,74 CR PB |
| 2     | Martín Sáenz      | CHI  | 13,91 PB    |
| 3     | Fabrício de Sousa | BRA  | 13,93       |
| 4     | Julian Berca      | ARG  | 14,46       |
| 5     | Paolo Crose       | PER  | 14,65       |

Datum: 1. Oktober
Wind: +0,8 m/s

#### 400 m Hürden
| Platz | Athlet          | Land | Zeit (s) |
| ----- | --------------- | ---- | -------- |
| 1     | Bruno De Genaro | ARG  | 50,55 PB |
| 2     | Matheus Lima    | BRA  | 50,87    |
| 3     | Egbert Espinoza | VEN  | 51,68    |
| 4     | Caio Vinícius   | BRA  | 51,96    |
| 5     | César Parra     | VEN  | 53,53    |
| 6     | Luís Elespuru   | PER  | 54,85    |
| 7     | Mathias Paredes | PAR  | 56,03    |
| 7     | Osvaldo Méndez  | PAR  | 57,35    |

Datum: 29. September

#### 3000 m Hindernis
| Platz | Athlet           | Land | Zeit (min) |
| ----- | ---------------- | ---- | ---------- |
| 1     | Julio Palomino   | PER  | 9:18,90    |
| 2     | Matheus da Silva | BRA  | 9:29,01    |
| 3     | Natan dos Anjos  | BRA  | 9:37,00    |
| 4     | Brian Codoceo    | CHI  | 9:49,18    |
| 5     | Liinkoyan Ancapi | CHI  | 9:53,01    |

Datum: 29. September

#### 4 × 100 m Staffel
| Platz | Land        | Athleten                                                                    | Zeit (min) |
| ----- | ----------- | --------------------------------------------------------------------------- | ---------- |
| 1     | Kolumbien   | Neiker Abello Carlos Flórez Óscar Baltán Ronal Longa                        | 39,59      |
| 2     | Brasilien   | Lucas Gabriel Fernandes Renan Gallina Lucas Rodrigues da Silva Erik Cardoso | 39,61      |
| 3     | Argentinien | Alejo Pafundi Matías Falchetti Juan Ciampitti Franco Florio                 | 39,99      |
| 4     | Ecuador     | Alan Minda Steeven Salas Katriel Angulo Anderson Marquinez                  | 40,53      |
| 5     | Paraguay    | Gustavo Mongelos Mateo Vargas Anhuar Duarte César Almirón                   | 40,69      |
| 6     | Peru        | Rodrigo Cornejo Ismael Arevalo Luís Angulo Aron Earl                        | 40,73      |

Datum: 30. September

#### 4 × 400 m Staffel
| Platz | Land        | Athleten                                                          | Zeit (min)    |
| ----- | ----------- | ----------------------------------------------------------------- | ------------- |
| 1     | Argentinien | Pedro Emmert Bruno De Genaro Matías Falchetti Elián Larregina     | 3:04,39 CR NR |
| 2     | Brasilien   | Elias Oliveira Lucas Vilar Douglas Mendes Marcos Moraes           | 3:05,44       |
| 3     | Ecuador     | Lenin Sánchez Alan Minda Anderson Marquinez Steeven Salas         | 3:09,51       |
| 4     | Venezuela   | César Parra Sebastián López José Chourio Egbert Espinoza          | 3:15,69       |
| 5     | Paraguay    | Jhumiler Sánchez Paul Wood Albaro Ramírez Marcos Antonio González | 3:17,31 NR    |
| 6     | Peru        | Luís Elespuru Marco Vilca Ismael Arevalo Rodrigo Cornejo          | 3:18,74       |

Datum: 1. Oktober

#### Hochsprung
| Platz | Athlet             | Land | Höhe (m) |
| ----- | ------------------ | ---- | -------- |
| 1     | Elton Petronilho   | BRA  | 2,15     |
| 2     | Pedro Álamos       | CHI  | 2,15     |
| 3     | Nicolás Numair     | CHI  | 2,13     |
| 4     | Jimmy Lopes        | BRA  | 2,07     |
| 5     | Sebastián Daners   | URU  | 2,01     |
| 6     | Santiago Zezular   | ARG  | 1,99     |
| 7     | José André Camacho | BOL  | 1,96 PB  |
| 8     | Sebastián Moringo  | PAR  | 1,85     |

Datum: 29. September

#### Stabhochsprung
| Platz | Athlet           | Land | Höhe (m) |
| ----- | ---------------- | ---- | -------- |
| 1     | Dyander Pacho    | ECU  | 5,10     |
| 2     | Guillermo Correa | CHI  | 5,00     |
| 3     | Andreas Uber     | BRA  | 4,80     |
| 4     | Aurelio de Souza | BRA  | 4,75     |
|       | Austin Ramos     | ECU  | NMH      |

Datum: 29. September

#### Weitsprung
| Platz | Athlet              | Land | Weite (m) |
| ----- | ------------------- | ---- | --------- |
| 1     | Jhon Berrío         | COL  | 7,70 w    |
| 2     | Gabriel Boza        | BRA  | 7,60 w    |
| 3     | Matías González     | CHI  | 7,47 w    |
| 4     | Victor de Assis     | BRA  | 7,34 w    |
| 5     | Adrián Reyes        | PAN  | 7,24      |
| 6     | Ezequiel Bustamante | ARG  | 7,14      |
| 7     | Bruno Yoset         | URU  | 7,02 w    |
| 8     | Marco Ponce         | ECU  | 6,83      |

Datum: 30. Oktober

#### Dreisprung
| Platz | Athlet           | Land | Weite (m) |
| ----- | ---------------- | ---- | --------- |
| 1     | Elton Petronilho | BRA  | 16,37 PB  |
| 2     | Geiner Moreno    | COL  | 16,37     |
| 3     | Felipe Izidoro   | BRA  | 16,16 PB  |
| 4     | Luis Reyes       | CHI  | 16,15 PB  |
| 5     | Frixon Chila     | ECU  | 15,88     |
| 6     | Zeudim Carvajal  | VEN  | 14,68     |

Datum: 1. Oktober

#### Kugelstoßen
| Platz | Athlet                | Land | Weite (m) |
| ----- | --------------------- | ---- | --------- |
| 1     | Nazareno Sasia        | ARG  | 19,76     |
| 2     | Marcelo Garcia        | BRA  | 17,44     |
| 3     | Juan Manuel Arrieguez | ARG  | 17,21     |
| 4     | Arthur de Sousa       | BRA  | 16,53     |

Datum: 30. September

#### Diskuswurf
| Platz | Athlet                 | Land | Weite (m) |
| ----- | ---------------------- | ---- | --------- |
| 1     | Nazareno Sasia         | ARG  | 57,26 PB  |
| 2     | Luís da Cruz Rodrigues | BRA  | 50,77     |
| 3     | Mateus Alvares         | BRA  | 49,25     |
| 4     | Lars Flaming           | PAR  | 38,78     |

Datum: 30. September

#### Hammerwurf
| Platz | Athlet                  | Land | Weite (m) |
| ----- | ----------------------- | ---- | --------- |
| 1     | Daniel Leal             | CHI  | 64,46     |
| 2     | Sebastián Tommasi       | ARG  | 62,00     |
| 3     | Tomas Olivera           | ARG  | 61,75     |
| 4     | Jean Ortíz              | COL  | 59,73     |
| 5     | João Percegona de Souza | BRA  | 57,26     |
| 6     | Bryan Higor             | BRA  | 56,24     |
| 7     | Emerson Rujel           | PER  | 56,00     |
| 8     | Christopher Ambato      | ECU  | 54,16     |

Datum: 29. September

#### Speerwurf
| Platz | Athlet                 | Land | Weite (m) |
| ----- | ---------------------- | ---- | --------- |
| 1     | Luiz Mauricio da Silva | BRA  | 78,92 CR  |
| 2     | Antonio Ortiz          | PAR  | 73,15 PB  |
| 3     | Jean Mairongo          | ECU  | 70,73 SB  |
| 4     | Lautaro Techera        | URU  | 69,96     |
| 5     | William Torres         | ECU  | 66,71     |
| 6     | Guilherme Moreira      | BRA  | 65,14     |
| 7     | Juan Amarilla          | ARG  | 63,65     |
| 8     | Eynar Arancibia        | BOL  | 61,32     |

Datum: 1. Oktober

#### Zehnkampf
| Platz | Athlet         | Land | Punkte |
| ----- | -------------- | ---- | ------ |
| 1     | Julio Angulo   | COL  | 7169   |
| 2     | Henrique Motta | BRA  | 6689   |
| 3     | Damián Moretta | ARG  | 6683   |

Datum: 29./30. September

### Frauen

#### 100 m
| Platz | Athletin                | Land | Zeit (s) |
| ----- | ----------------------- | ---- | -------- |
| 1     | Anahí Suárez            | ECU  | 11,37    |
| 2     | Vida Caetano            | BRA  | 11,55    |
| 3     | Martina Coronato        | URU  | 11,71 PB |
| 4     | María Alejandra Murillo | COL  | 11,76    |
| 5     | Lorraine Martins        | BRA  | 11,76    |
| 6     | Anaís Hernández         | CHI  | 11,93    |
| 7     | Paula Daruich           | PER  | 11,94 PB |
| 8     | Shelsy Romero           | COL  | 11,98    |

Datum: 29. September
Wind: +0,5 m/s

#### 200 m
| Platz | Athletin         | Land | Zeit (s) |
| ----- | ---------------- | ---- | -------- |
| 1     | Anahí Suárez     | ECU  | 23,09    |
| 2     | Orangy Jiménez   | VEN  | 23,27 PB |
| 3     | Letícia Lima     | BRA  | 23,56    |
| 4     | Shary Vallecilla | COL  | 23,94    |
| 5     | Guadalupe Tórrez | BOL  | 24,73    |
| 6     | María Aspillaga  | CHI  | 24,86    |
| 7     | Ruth Báez        | PAR  | 25,00    |
|       | Araceli Contrera | PAR  | DNS      |

Datum: 1. Oktober
Wind: +1,2 m/s
Anahí Suárez stellte im Vorlauf mit 22,81 s einen neuen Meisterschaftsrekord auf.

#### 400 m
| Platz | Athletin           | Land | Zeit (s) |
| ----- | ------------------ | ---- | -------- |
| 1     | Nicole Caicedo     | ECU  | 53,91 PB |
| 2     | Maria de Sena      | BRA  | 54,11    |
| 3     | Giovana dos Santos | BRA  | 54,67    |
| 4     | Ibeyis Romero      | VEN  | 56,60    |
| 5     | Evelin Mercado     | ECU  | 56,62    |
| 6     | Sofia Ibarra       | ARG  | 57,13    |
| 7     | Agustina Salazar   | ARG  | 57,99    |
| 8     | Araceli Martínez   | PAR  | 59,16    |

Datum: 30. September

#### 800 m
| Platz | Athletin            | Land | Zeit (min) |
| ----- | ------------------- | ---- | ---------- |
| 1     | Berdine Castillo    | CHI  | 2:09,61    |
| 2     | Isabelle de Almeida | BRA  | 2:10,02    |
| 3     | Lindsey Lopes       | BRA  | 2:10,31    |
| 4     | Andrea Jara         | CHI  | 2:11,15    |
| 5     | Araceli Martínez    | PAR  | 2:15,20    |
| 6     | Nazarena Filpo      | URU  | 2:19,59    |

Datum: 29. September

#### 1500 m
| Platz | Athletin            | Land | Zeit (min) |
| ----- | ------------------- | ---- | ---------- |
| 1     | Shellcy Sarmiento   | COL  | 4:48,76    |
| 2     | Stefany López       | COL  | 4:49,79    |
| 3     | Mirelle Leite       | BRA  | 4:49,99    |
| 4     | Andrea Jara         | CHI  | 4:50,02    |
|       | Isabelle de Almeida | BRA  | DSQ        |

Datum: 30. September

#### 5000 m
| Platz | Athletin                 | Land | Zeit (min) |
| ----- | ------------------------ | ---- | ---------- |
| 1     | Maria Lucineida da Silva | BRA  | 16:45,90   |
| 2     | Shellcy Sarmiento        | COL  | 16:57,78   |
| 3     | Núbia Silva              | BRA  | 16:58,74   |
| 4     | Verónica Huacasi         | PER  | 17:02,52   |

Datum: 29. September

#### 10.000 m
| Platz | Athletin                 | Land | Zeit (min) |
| ----- | ------------------------ | ---- | ---------- |
| 1     | Sofia Mamani             | PER  | 34:28,33   |
| 2     | Maria Lucineida da Silva | BRA  | 34:45,29   |
| 3     | Núbia Silva              | BRA  | 35:19,76   |
| 4     | Liz Chaparro             | PAR  | 38:04,84   |

Datum: 30. September

#### 20.000 m Gehen
| Platz | Athletin            | Land | Zeit (h)  |
| ----- | ------------------- | ---- | --------- |
| 1     | Paula Milena Torres | ECU  | 1:34:52,0 |
| 2     | Laura Mojica        | COL  | 1:39:17,0 |
| 3     | Mayra Quispe        | BOL  | 1:40:05,0 |
| 4     | Gabriela de Sousa   | BRA  | 1:40:51,0 |
| 5     | Bruna de Oliveira   | BRA  | 1:47:27,0 |
|       | Emily Villafuerte   | PER  | DNF       |

Datum: 30. September

#### 100 m Hürden
| Platz | Athletin          | Land | Zeit (s) |
| ----- | ----------------- | ---- | -------- |
| 1     | Lays Silva        | BRA  | 13,57    |
| 2     | Valentina Polanco | ARG  | 13,75 PB |
| 3     | Elisa Keitel      | CHI  | 13,86    |
| 4     | Aimara Nazareno   | ECU  | 14,12    |
| 5     | Rossmary Paredes  | PAR  | 14,74 PB |
|       | Ana Luisa Soares  | BRA  | DSQ      |

Datum. 1. Oktober
Wind: +1,8 m/s

#### 400 m Hürden
| Platz | Athletin            | Land | Zeit (s) |
| ----- | ------------------- | ---- | -------- |
| 1     | Chayenne da Silva   | BRA  | 57,51    |
| 2     | Valeria Cabezas     | COL  | 58,12    |
| 3     | Camille de Oliveira | BRA  | 60,09    |
| 4     | Lucía Sotomayor     | BOL  | 61,63 PB |
| 5     | Paula Mayorga       | PER  | 62,28 PB |
| 6     | Génesis Gutiérrez   | VEN  | 62,39    |
| 7     | Tania Guasace       | BOL  | 64,06    |
| 8     | María Acuña         | PAR  | 66,02    |

Datum. 29. September

#### 3000 m Hindernis
| Platz | Athletin         | Land | Zeit (min) |
| ----- | ---------------- | ---- | ---------- |
| 1     | Mirelle Leite    | BRA  | 10:32,71   |
| 2     | Stefany López    | COL  | 10:46,78   |
| 3     | Verónica Huacasi | PER  | 10:56,73   |
| 4     | Eunice Lescano   | ARG  | 11:48,89   |

Datum: 29. September

#### 4 × 100 m Staffel
| Platz | Land        | Athletinnen                                                          | Zeit (s) |
| ----- | ----------- | -------------------------------------------------------------------- | -------- |
| 1     | Ecuador     | Aimara Nazareno Mina Nazareno Anahí Suárez Nicole Caicedo            | 44,50    |
| 2     | Brasilien   | Sabrina da Silva Letícia Lima Vida Caetano Vanessa Sena              | 44,57    |
| 3     | Kolumbien   | Shelsy Romero Marlet Ospino Shary Vallecilla María Alejandra Murillo | 44,74    |
| 4     | Chile       | Rocío Muñoz Anaís Hernández María Aspillaga Elisa Keitel             | 45,85    |
| 5     | Argentinien | Sofía Casetta Selene Luciani Marlene Koss Valentina Polanco          | 46,39    |
| 6     | Paraguay    | Mirian del Rosario Rossmary Paredes Ruth Baez Araceli Contrera       | 47,92    |

Datum: 30. September

#### 4 × 400 m Staffel
| Platz | Land        | Athletinnen                                                          | Zeit (min) |
| ----- | ----------- | -------------------------------------------------------------------- | ---------- |
| 1     | Brasilien   | Letícia Quingostas Érica Cavalheiro Giovana dos Santos Maria de Sena | 3:37,79    |
| 2     | Ecuador     | Nicole Chalá Evelin Mercado Aimara Nazareno Nicole Caicedo           | 3:47,12    |
| 3     | Chile       | Rocío Muñoz Andrea Jara Anaís Hernández Berdine Castillo             | 3:47,64    |
| 4     | Argentinien | Sofía Ibarra Selene Luciani Camila Roffo Agustina Salazar            | 3:49,15    |

Datum: 1. Oktober

#### Hochsprung
| Platz | Athletin            | Land | Höhe (m) |
| ----- | ------------------- | ---- | -------- |
| 1     | Arielly Monteiro    | BRA  | 1,76     |
| 2     | Gabriela da Silva   | BRA  | 1,76     |
| 3     | Antonia Merino      | CHI  | 1,74     |
| 4     | Olivia García       | CHI  | 1,72     |
| 5     | Katherine Desiderio | ECU  | 1,66     |
|       | Silvina Gil         | URU  | NMH      |

Datum. 1. Oktober

#### Stabhochsprung
| Platz      | Athletin          | Land | Höhe (m) |
| ---------- | ----------------- | ---- | -------- |
| 1          | Sophia Salvi      | BRA  | 4,11     |
| 2          | Carolina Scarponi | ARG  | 3,95     |
| 3          | Luna Nazarit      | COL  | 3,90     |
| 4          | Javiera Moraga    | CHI  | 3,70     |
|            | Tatiana Bedoya    | COL  | NMH      |
| Luana Tews | BRA               | NMH  |          |

Datum. 1. Oktober

#### Weitsprung
| Platz | Athletin           | Land | Weite (m) |
| ----- | ------------------ | ---- | --------- |
| 1     | Rocío Muñoz        | CHI  | 6,32      |
| 2     | Lissandra Campos   | BRA  | 6,31      |
| 3     | Vanessa Sena       | BRA  | 6,15      |
| 4     | Ana Paula Argüello | PAR  | 6,05 NR   |
| 5     | Rossmary Paredes   | PAR  | 5,35 PB   |

Datum. 29. September

#### Dreisprung
| Platz | Athletin            | Land | Weite (m) |
| ----- | ------------------- | ---- | --------- |
| 1     | Valery Arce         | COL  | 12,95     |
| 2     | Ana Paula Argüello  | PAR  | 12,75     |
| 3     | Whaylla de Oliveira | BRA  | 12,70     |
| 4     | Mariana de Oliveira | BRA  | 12,63     |
| 5     | Luciana Gennari     | ARG  | 12,03     |

Datum. 1. Oktober

#### Kugelstoßen
| Platz | Athletin          | Land | Weite (m) |
| ----- | ----------------- | ---- | --------- |
| 1     | Rafaela de Sousa  | BRA  | 15,87     |
| 2     | Lorna Zurita      | ECU  | 15,59     |
| 3     | Taniele Rodrigues | BRA  | 13,92     |
| 4     | Fedra Florentin   | PAR  | 13,78     |

Datum: 29. September

#### Diskuswurf
| Platz | Athletin        | Land | Weite (m) |
| ----- | --------------- | ---- | --------- |
| 1     | Marya Botega    | CHI  | 47,59     |
| 2     | Valentina Ulloa | CHI  | 47,20     |
| 3     | Yasmin Jandre   | BRA  | 46,39     |

Datum: 30. September

#### Hammerwurf
| Platz | Athletin           | Land | Weite (m) |
| ----- | ------------------ | ---- | --------- |
| 1     | Ximena Zorrilla    | PER  | 63,71     |
| 2     | Nereida Santa      | ECU  | 61,45     |
| 3     | Tânia da Silva     | BRA  | 57,44     |
| 4     | Beatriz Dias       | VEN  | 55,62     |
| 5     | Caterina Massera   | ARG  | 54,77     |
| 6     | María Piccardo     | PAR  | 51,37     |
| 7     | Caterine Tantalean | PER  | 46,21     |

Datum. 29. September

#### Speerwurf
| Platz | Athletin          | Land | Weite (m) |
| ----- | ----------------- | ---- | --------- |
| 1     | Juleisy Ángulo    | ECU  | 58,83 CR  |
| 2     | Valentina Barrios | COL  | 57,31     |
| 3     | Yiset Jiménez     | COL  | 54,14     |
| 4     | Stefani da Silva  | BRA  | 53,60     |
| 5     | Manuela Rotundo   | URU  | 53,26     |
| 6     | Agustina Moraga   | ARG  | 48,52     |
| 7     | Bruna de Jesus    | BRA  | 48,10     |
| 8     | Fiorella Veloso   | PAR  | 44,85     |

Datum. 1. Oktober

#### Siebenkampf
| Platz | Athletin         | Land | Punkte |
| ----- | ---------------- | ---- | ------ |
| 1     | Paloma Dias      | BRA  | 4185   |
| 2     | Stefani da Silva | BRA  | 2867   |

Datum: 30. September./1. Oktober

## Mixed

### 4 × 400 m Staffel
| Platz     | Land                                                             | Athleten                                                           | Zeit (min) |
| --------- | ---------------------------------------------------------------- | ------------------------------------------------------------------ | ---------- |
| 1         | Ecuador                                                          | Steeven Salas Evelin Mercado Alan Minda Nicole Caicedo             | 3:23,28 CR |
| 2         | Argentinien                                                      | Agustín Pinti Camila Roffo Bruno De Genaro Agustina Salazar        | 3:31,97    |
| 3         | Venezuela                                                        | Gallan Cortesia Génesis Gutiérrez José Chourio Ibeyis Romero       | 3:41,57    |
|           | Kolumbien                                                        | Neiker Abello María Alejandra Murillo Óscar Baltán Valeria Cabezas | DNF        |
| Paraguay  | Albaro Ramírez María Acuña Osvaldo Méndez Araceli Martínez       | DSQ                                                                |            |
| Brasilien | Marcos Moraes Letícia Quingostas Elias Oliveira Érica Cavalheiro | DSQ                                                                |            |

Datum: 16. Oktober

## Medaillenspiegel
| Platz | Land        |    |    |    |    |
| ----- | ----------- | -- | -- | -- | -- |
| 1     | Brasilien   | 18 | 19 | 20 | 57 |
| 2     | Ecuador     | 9  | 3  | 3  | 15 |
| 3     | Argentinien | 5  | 7  | 4  | 16 |
| 3     | Kolumbien   | 5  | 7  | 4  | 16 |
| 5     | Chile       | 3  | 5  | 5  | 13 |
| 6     | Peru        | 3  | 1  | 3  | 7  |
| 7     | Bolivien    | 2  | 0  | 1  | 3  |
| 8     | Venezuela   | 1  | 1  | 3  | 5  |
| 9     | Paraguay    | 0  | 2  | 0  | 2  |
| 10    | Uruguay     | 0  | 1  | 2  | 3  |